# برگن ایر ترانسپورت
برگن ایر ترانسپورت (به انگلیسی: Bergen Air Transport) یک شرکت هواپیمایی است که در تاریخ ۱۹۹۸ میلادی تأسیس شده است. دفتر مرکزی برگن ایر ترانسپورت در برگن، نروژ واقع شده‌است و قطب این شرکت هواپیمایی در فرودگاه فلسلند برگن قرار دارد و به ۲ مقصد، پرواز مستقیم انجام می‌دهد.